# Dinis de Paris
São Dinis de Paris ou São Dionísio de Paris (em francês: Saint Denis de Paris) foi um mártir e santo cristão, tendo sido bispo de Paris no século III. Foi martirizado aproximadamente no ano de 250. Segundo a Tradição, São Dinis ainda caminhou até sua igreja logo após ser decapitado. É venerado pela Igreja Católica Romana como co-padroeiro de Paris. O nome de Dinis deriva do nome latino de Dionísio. É celebrado a 9 de outubro.

## História
Foi enviado como missionário a Paris, e depois foi o primeiro bispo de Paris. Notável pregador, converteu centenas de pessoas. Seu sucesso provocou a ira dos pagãos locais e ele foi feito prisioneiro pelo governador romano. Martirizado nas perseguições do imperador Valeriano para renegar sua fé, junto com São Eleutério e São Rústicus que eram seus diáconos. A história diz que após ter sido decapitado ele andou segurando sua cabeça por algum tempo em direção a sua igreja.
Seu túmulo tornou-se um local de peregrinação e vários milagres foram creditados a sua intercessão.
Santa Genoveva (Genevieve, padroeira de Paris) construiu uma basílica sobre sua tumba e sua festa foi adicionada ao calendário romano em 1568 pelo papa Pio V, embora ela seja celebrada na França desde 800 d.C. Ele é um dos catorze santos auxiliares.
Foi decapitado no ano de 258 em Montmartre e seu corpo atirado no Sena, mas recuperado e sepultado à noite pelos seus convertidos e devotos. Na arte litúrgica da Igreja pode ele ser mostrado como um bispo carregando sua cabeça, às vezes usando uma mitra e também com uma videira crescendo em seu pescoço. É padroeiro da França e de Paris e no passado era invocado contra a dor de cabeça. Geralmente, é invocada sua intercessão contra a hidrofobia, ira, furor, possessão demoníaca  e a raiva (doença).